# 룬 켈트하르
룬 켈트하르(아일랜드어: Lúin Celtchair)는 아일랜드 신화의 얼스터 대계에 나오는 긴 랜스이다. 켈트하르 막 우허하르의 소유였으며, 두브하크 돌텡가, 막 케크트, 페들리미드를 비롯한 다른 영웅들도 이 무기를 사용했다.